# Saint-Gérand

Saint-Gérand este o comună în departamentul Morbihan, Franța. În 1 ianuarie 2018 avea o populație de 1.126 de locuitori.